# Кавендиш, Уильям, 2-й граф Девонширский
Уильям Кавендиш, 2-й граф Девонширский (англ. William Cavendish, 2rd Earl of Devonshire; ок. 1590 — 20 июня 1628) — английский дворянин, придворный и политик, заседавший в Палате общин с 1614 по 1626 год, когда он унаследовал титул пэра и место в Палате лордов.

## Биография
Родился в 1590 году. Второй сын Уильяма Кавендиша, 1-го графа Девоншира (1552—1626), от его первой жены Энн Кейли. Он получил образование у философа Томаса Гоббса, который много лет жил в Чатсуорте в качестве его частного наставника. В 1608 году он отправился в колледж Святого Иоанна в Кембридже в сопровождении Гоббса. Он был посвящен в рыцари в Уайтхолле в 1609 году. Затем он отправился вместе с Гоббсом в Гранд-тур примерно с 1610 года, где посетил Францию и Италию до своего совершеннолетия. Он был лидером придворного общества и близким другом короля Якова I, и Гоббс высоко оценил его ученость в посвящении своего перевода книги Фукидида.
В 1614 году Уильям Кавендиш был избран членом парламента от Дербишира. В 1619 году он стал лордом-лейтенантом Дербишира. В 1621 году он был переизбран депутатом парламента от Дербишира. В апреле 1622 года он представлял на аудиенции у короля Шварценбурга, посла императора Священной Римской империи Фердинанда, Валерсио из Венеции, д’Арсен и Иоахима из Соединенных провинций. Он был переизбран депутатом парламента от Дербишира в 1624 и 1625 годах. В 1625 году он присутствовал на свадьбе английского короля Карла I Стюарта с Генриеттой Марией Французской. Он был верховным бейлифом Татбери в 1626 году и был переизбран депутатом парламента от Дербишира в 1626 году, пока смерть его отца в начале 1626 года не дала ему место в Палате лордов. В Палате лордов он сопротивлялся попытке Джорджа Вильерса, 1-го герцога Бекингема, найти предательский смысл в речи сэра Дадли Диггса (13 мая 1626 года).
Расходы Уильяма Кавендиша истощили его ресурсы, и он добился частного Акта парламента, который позволил ему продать некоторые из связанных с этим поместий в уплату своих долгов в 1628 году. Его лондонский дом находился в Бишопсгейте, на месте, впоследствии занятом Девоншир-сквер.
Уильям Кавендиш умер в своем лондонском доме, как говорили, от чрезмерного баловства, в возрасте около 35 лет и был похоронен в церкви Олхэллоуз в Дербишире.

## Семья

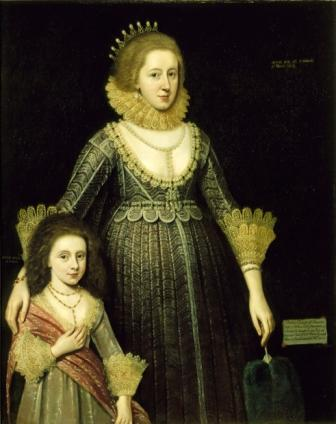
Кристиан Кавендиш, графиня Девонширская, со своей дочерью Энн

10 апреля 1608 года Уильям Кавендиш женился на Кристиан Брюс (1595 — 16 июня 1674), дочери Эдварда Брюса, 1-го лорда Кинлосса (1548—1611) , и Магдален Клерк. У них было четверо детей:
- Энн Кавендиш (ок. 1611 — 24 августа 1638), в 1632 году вышла замуж за Роберта Рича, 3-го графа Уорика (1611—1659)
- Уильям Кавендиш, 3-й граф Девонширский (10 октября 1617 — 23 ноября 1684), старший сын и преемник отца
- Чарльз Кавендиш (1620—1643), генерал-роялист во время Гражданской войны
- Генри Кавендиш (? — апрель 1620)[5].